# Éric Pichon
Pour les articles homonymes, voir Pichon.
Éric Pichon, né le 13 mars 1966 à Saint-Chamond et mort le 31 août 2012 à Saint-Étienne,, est un coureur cycliste français. Vice-champion du monde amateurs en 1989, il court ensuite en tant que professionnel au début des années 1990 au sein de l'équipe Castorama.

## Palmarès
- 1985
  - Polymultipliée lyonnaise
- 1988
  - 3e étape du Tour du Lyonnais
  - Tour du Dauphiné-Savoie
  - Tour du Béarn-Aragon
  - 3e du Grand Prix de Cours-la-Ville
- 1989
  - Tour de Bohême
  - 2e du Grand Prix de Vougy
  -  Médaillé d'argent du championnat du monde sur route amateurs
  - 3e d'Annemasse-Bellegarde et retour
  - 3e du Wolber d'or